# Pleiopatella harperi
Pleiopatella harperi är en svampart som beskrevs av Rehm 1908. Pleiopatella harperi ingår i släktet Pleiopatella, ordningen disksvampar, klassen Leotiomycetes, divisionen sporsäcksvampar och riket svampar.   Inga underarter finns listade i Catalogue of Life.